# Adolf Lindstrøm
Adolf Henrik Lindstrøm, född 17 maj 1866 i Hammerfest, död 21 september 1939, var en norsk polarresande. Han deltog 1898–1902 i Otto Sverdrups Fram-expedition, 1903–1906 i Roald Amundsens expedition med Gjøa, 1910–1912 i Amundsens sydpolsexpedition, och 1914–1916 i två expeditioner till Sibirien.